# Christian Wilhelm Siegmund von Posadowsky
Christian Wilhelm Siegmund baron von Posadowsky (né le 3 novembre 1725 à Aschersleben et mort le 17 février 1791 à Pilgramsdorf) est un lieutenant général prussien et chef du 6e régiment de dragons.

## Biographie
Issu de la famille noble von Posadowsky, ses parents sont le lieutenant-général Karl Friedrich von Posadowsky (1695-1747) et son épouse baronne Eleonore Elisabeth, née von Seydlitz (1702-1762).
Comme seul le fils aîné hérite de la dignité comtale, Christian Wilhelm reçoit le titre de baron. En 1745, il entre au service prussien et rejoint la Garde du Corps. Il combat pendant la Seconde guerre de Silésie. Il est junker standard à la bataille de Hohenfriedberg et également à Soor. Le 1er juin 1745, il devient cornette avec son frère dans la Garde du Corps. Au cours de la guerre de Sept Ans, il progresse rapidement, devenant lieutenant en 1757, capitaine en 1758 et major en octobre 1758 et lieutenant-colonel en 1759. Il combat dans les batailles de Lobositz, Prague, Kolin, Roßbach, Leuthen, Zorndorf, Hochkirch, Liegnitz et Torgau.
Le 5 septembre 1760, il se marie avec Henriette Caroline Elisabeth von Hochberg-Fürstenstein (1731-1764), fille du comte Johann Heinrich von Hochberg-Fürstenstein (1705-1758) et de son épouse la comtesse Louise Friderike von Stolberg-Stolberg (mort en 1764). Elle est la veuve de Heinrich Ludwig Karl von Hochberg-Fürstenstein (1714-1755). Sa femme décède peu de temps après avoir donné naissance à une fille mort-née.
En 1763, von Posadowsky devient commandant du régiment et en 1770, il est transféré au 2e régiment de dragons « von Krockow (de) » en tant que commandant. En 1772, il est promu colonel. En 1775, il reçoit l'ordre Pour le Mérite des mains de Frédéric II lors d'une revue et en 1777 il reçoit le régiment de dragons « von Meyer (de) ». La même année, le 20 mai 1777, il est promu major général. Pendant la guerre de Succession de Bavière, il fait partie de l'armée du prince Henri. Au cours de l'hiver 1778/79, il est chargé de l'échange de prisonniers.
Le 20 mai 1787, il reçoit également une promotion au grade de lieutenant général. En décembre 1787, il est libéré avec un salaire de grâce de 1 500 thalers. Il se retire dans son domaine de Pilgramsdorf et achète le domaine Klein-Rimmersdorf en 1789. Il meurt en 1791 et y est enterré dans l'église protestante. Sa pierre tombale est à droite de l'autel.
Sa sœur Anna Eleonore Charlotte Friederike von Pfeil und Klein-Ellguth (1735-1813) hérite de sa propriété.